# Francisco Hernando
Francisco Hernando Contreras (* 2. Juni 1945 in Madrid; † 3. April 2020 ebenda) war ein spanischer Bauunternehmer. Er wurde insbesondere durch den neun Milliarden Euro teuren Bau der Großsiedlung Seseña nahe Madrid bekannt, die jahrelang eine Geisterstadt blieb. Er hat nie Lesen und Schreiben gelernt.

## Kindheit
Hernando wuchs in ärmlichen Verhältnissen auf. Er wurde in einem Schuppen im Madrider Stadtviertel Tetuán geboren, wo er die ersten drei Lebensjahre verbrachte. Sein Vater war Kanalarbeiter, seine Mutter sammelte in Churrerías altes Bratöl ein, reinigte und verkaufte es. Um seinen Kindern zum Essen Fleisch bieten zu können, ging der Vater nach der Arbeit mit einem Gewehr auf Hasenjagd in der Umgebung. Drei Jahre später musste die Familie ausziehen und kam auf dem überdachten Innenhof eines Onkels unter. Mit seinen Eltern und vier Geschwistern – ein weiterer Bruder war im Alter von sechs Jahren verhungert – lebte er auf 10 m² ohne Küche, wo es im Sommer unerträglich heiß und im Winter sehr kalt wurde. Mit sechs Jahren begann er zu arbeiten. Er brachte Trinkwasser von einer Quelle zu seinen Nachbarn und den Arbeitern auf den Baustellen der Gegend. In seiner Autobiographie ließ Hernando schreiben: „Wir Kinder hatten keine Zeit in die Schule zu gehen und hatten immer Hunger. Trotzdem habe ich nie jemand um Geld gebeten.“

## Unternehmerische Tätigkeit
Als er etwas älter war, arbeitete er mit seinem Vater zusammen bei dem Bauunternehmen Urbis und reinigte Kloaken. Früh entschloss er sich, Unternehmer zu werden, um seiner Misere zu entkommen. Er sparte sein Geld, so viel er konnte, investierte in Werkzeuge und Ausrüstung und eröffnete mit 17 Jahren seine eigene Kanalreinigungsfirma. Als im Jahr 1982 der Großmarkt Mercamadrid eröffnete, sah er eine Chance im Transportwesen. Er kaufte sich einen Kleintransporter und lieferte die Lebensmittel des Großmarktes an Kunden aus. Nun begann er, sein Geld „körbeweise“ zu verdienen. Er kaufte vier weitere Fahrzeuge und platzierte sich an die erste Stelle der Lieferanten. Anschließend erweiterte er sein Geschäft mit dem Zementtransport in Betonmischern an die verschiedenen Baustellen der Stadt. 1965, im Alter von 20 Jahren, baute er seinen ersten Wohnblock im Stadtviertel Orcasitas. Seine Geschäftsidee war, Baumaterialien, die auf anderen Baustellen übrig geblieben waren, günstig einzukaufen und zu verwenden.

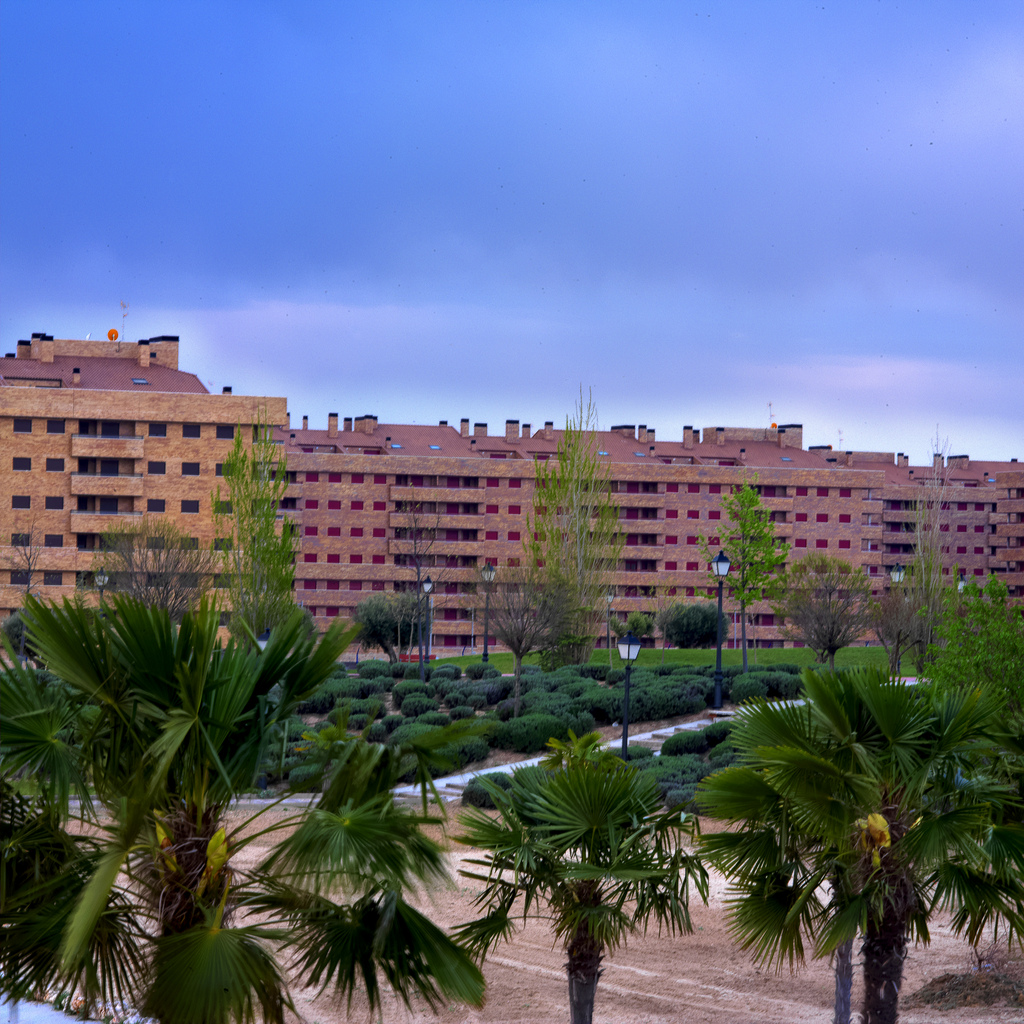
Residencial Francisco Hernando (2009)

Im Jahr 1989 plante er sein erstes Großsiedlungsprojekt. Es sollten 8000 Wohnungen gebaut werden. Er wählte dafür den Ort Villaviciosa de Odón, 30 km von Madrid auf einem Gebiet, das als landwirtschaftliches Nutzgebiet ausgewiesen war. Er kaufte günstig 400.000 km² Land. Um eine Baugenehmigung zu erhalten, versuchte er, den Bürgermeister Felipe Sanz mit einem Blankoscheck zu bestechen. Als dieser ablehnte, drohte Hernando ihm Gewalt an und gründete eine Zeitung, in der er ihm Päderastie vorwarf und die Opposition unterstützte. Dessen Nachfolgerin, Pilar Martínez, erhielt Morddrohungen. Daraufhin wurde Hernando in Villaviciosa de Odón zur unerwünschten Person erklärt. Vor dem Antikorruptionsgericht konnten ihm die Bestechungsversuche nicht nachgewiesen werden.
Auch ohne dieses Großprojekt verdiente er mit dem Bau von Industriegebieten und anderen Wohnvierteln in Boadilla del Monte, Alcalá de Henares und Orcasitas so viel, dass er sich eine Jacht kaufte, die größer war als die „El Fortuna“ von König Juan Carlos, und sich eine Flotte von Privatjets leistete, eines davon zum Preis von 47 Millionen Euro, das er nur erwarb, weil es vorher Bill Gates gehört hatte.
Die Krönung seines Schaffens sollte die Megasiedlung Seseña mit 13.500 Wohnungen etwa 40 km südlich von Madrid werden, die er Residencial Francisco Hernando nannte. Es sollte das größte Immobilienprojekt Spaniens werden. Er kaufte das Land für einen Euro/m². Die ersten 2000 Wohnungen wurden im September 2007 eingeweiht. Aufgrund der Immobilienkrise 2008 wurde das Projekt aber nur zu einem Drittel umgesetzt. Die Banken beschlagnahmten die Hypotheken und die fertiggestellten Wohnungen mussten zu einem Schleuderpreis verkauft werden.
Anschließend zog sich Hernando aus dem Spaniengeschäft zurück und versuchte sein Glück in Äquatorialguinea, wo er den Bau von 36.000 Wohnungen und eines Industriegebiets plante. Sein Unternehmen sollte auch die neue Hauptstadt Oyala errichten. Die Projekte scheiterten, nachdem sich der Präsident des Landes, Teodoro Obiang, über das Desaster von Seseña informiert hatte. Daraufhin verklagte Hernando Obiang vor dem Internationalen Zentrum zur Beilegung von Investitionsstreitigkeiten auf 450 Millionen Euro für angeblich schon realisierte Investitionen. Das Schiedsgericht urteilte zugunsten von Äquatorialguinea. Hernando konnte die Investitionssumme nicht belegen.
Hernando starb am 3. April 2020 an den Folgen einer Coronavirus-Erkrankung. Kurz vor seinem Tod hatte er sich ein Pantheon auf dem Friedhof Boadilla del Monte in Madrid bauen lassen, wo er beerdigt wurde. Er hinterließ beim spanischen Finanzamt eine Steuerschuld von 93 Millionen Euro.